# Linda Medalen
Linda Medalen (Sandnes, 17 de junho de 1965) é uma futebolista norueguesa, campeã olímpica. 

## Carreira
Foi medalhista olímpica pela seleção de seu país e uma das artilheiras da competição.